# Beleg van Parijs (1429)
Het Beleg van Parijs vond plaats in september 1429 en was een onderdeel van de Honderdjarige Oorlog en de burgeroorlog tussen de Armagnacs en Bourguignons.

## Achtergrond
Op 29 mei 1418 deden de Parijzenaren de poorten open voor de Bourguignons, die nadien de Armagnacs uit de stad verdreven en hun leiders vermoordden. Na het Verdrag van Troyes deed koning Hendrik V van Engeland op 1 december 1420 zijn plechtige intrede in de stad. De nieuwe Franse koning Karel VII had geen macht tot de komst van Jeanne d'Arc in 1428. Na het Beleg van Orléans volgden er tien maanden van militair succes.

## Beleg
Begin september stonden de Franse troepen voor de poorten van Parijs. Na enkele dagen van verkenning ging Jeanne d'Arc bidden in de Église Saint-Denys de la Chapelle. Op de ochtend van donderdag 8 september 1429 vielen de Fransen Porte Saint-Honoré aan; veldslagen op de Butte de Saint-Roch ondersteunden de aanval. Toen Jeanne d'Arc de slotgracht wou oversteken werd ze getroffen door een kruisboogbout in haar dij. Jeanne werd vervolgens van het slagveld weggesleept en teruggebracht naar haar huis in La Chapelle. Hoewel ze de aanval op Parijs wilde hervatten, beval koning Karel VII haar overbrenging naar de abdij van Saint-Denis. Na vier uur van belegering, blies Karel VII de terugtocht, omdat er geen vooruitgang werd geboekt.
De stad werd verdedigd door ongeveer 3.000 Engelsen onder bevel van maarschalk Simon Morhier en gouverneur Jean de Villiers de L'Isle-Adam.

## Vervolg
Begin 1430 was Jeanne d'Arc weer klaar voor de strijd; het Beleg van Compiègne betekende haar einde. De stad Parijs zou nog tot 1435 in Engelse-Bourgondische handen blijven tot de Vrede van Atrecht, waarna Filips de Goede, hertog van Bourgondië van kamp veranderde.

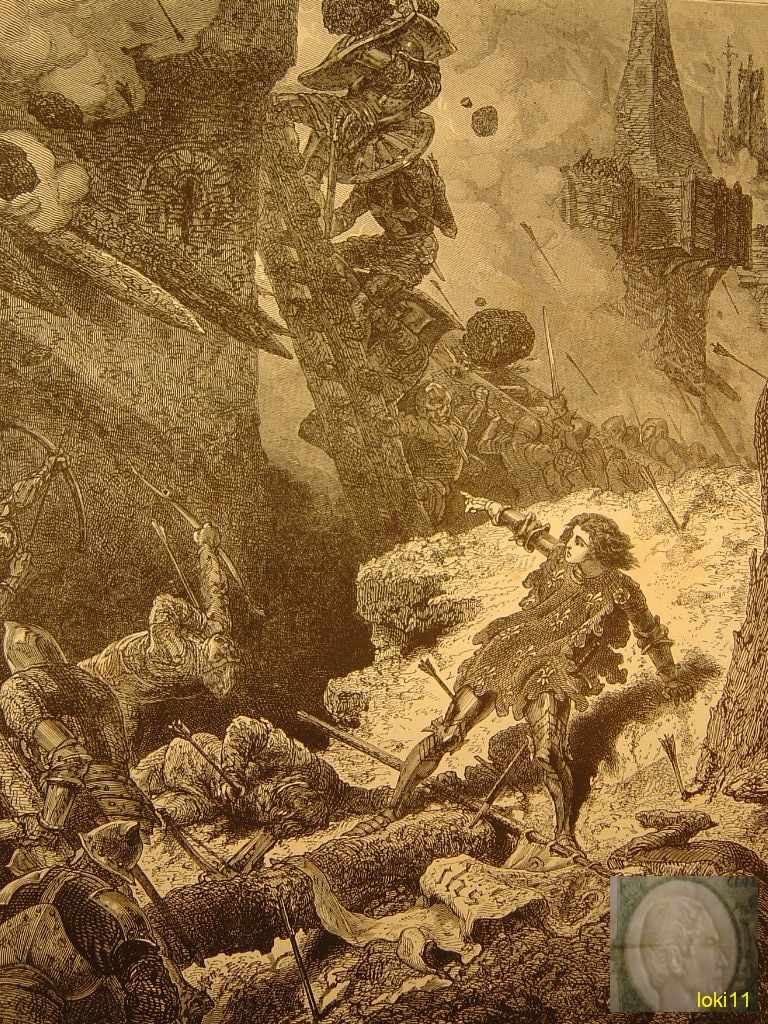
Jeanne d'Arc voor de poorten van Parijs